# Język mairasi
Język mairasi, także: faranyao (a. faranjao, faranjo, faranyau), kaniran – język papuaski z rodziny języków mairasi, używany na półwyspie Bomberai w prowincji Papua Zachodnia w Indonezji. Według danych z 1996 r. posługuje się nim 3300 osób.
Jego użytkownicy zamieszkują ~26 wsi na wschód i północ od miasta Kaimana.
W użyciu są również języki indonezyjski i kowiai. Przeszedł długą historię kontaktu z językami austronezyjskimi. Występuje złożona morfologia czasownika.
Przypuszcza się, że dialekt północno-wschodni może być odrębnym językiem. Mairasi, wraz z dwoma blisko spokrewnionymi językami: mer (muri) i semimi, tworzy rodzinę języków mairasi, o nieustalonych związkach z innymi językami. C.L. Voorhoeve (1975) zasugerował ich bliższe pokrewieństwo z tanah merah i przynależność do języków transnowogwinejskich.
Badaniem tego języka zajmował się Lloyd Peckham. Został opisany w postaci słownika, który nie został jednak przygotowany do publikacji. Pozostałe materiały obejmują opisy fonologii (1991)  i morfologii czasownikowej (1982) , a także starszy słownik (1991) oraz rozmówki (1987). Jest zapisywany alfabetem łacińskim.